# Сент-Онорин-де-Перт
Сент-Онори́н-де-Перт (фр. Sainte-Honorine-des-Pertes) — коммуна во Франции, находится в регионе Нижняя Нормандия. Департамент коммуны — Кальвадос. Входит в состав кантона Тревьер. Округ коммуны — Байё.
Код INSEE коммуны — 14591.

## Население
Население коммуны на 2010 год составляло 587 человек.
| 1962 | 1968 | 1975 | 1982 | 1990 | 1999 | 2010 |
| ---- | ---- | ---- | ---- | ---- | ---- | ---- |
| 333  | 293  | 310  | 371  | 391  | 415  | 587  |

## Экономика
В 2010 году среди 380 человек трудоспособного возраста (15—64 лет) 271 были экономически активными, 109 — неактивными (показатель активности — 71,3 %, в 1999 году было 67,3 %). Из 271 активных жителей работали 249 человек (135 мужчин и 114 женщин), безработных было 22 (10 мужчин и 12 женщин). Среди 109 неактивных 27 человек были учениками или студентами, 53 — пенсионерами, 29 были неактивными по другим причинам.